# أسامة المزيعل
أسامة المزيعل (1 مايو 1971 -)، ممثل كويتي بدأ في المجال الفني عام 1996، تخرج من «المعهد العالي للفنون المسرحية» عام 1997. شارك في عدد من الأعمال الدرامية. وكانت تجربته في العمل الإذاعي بدعم ومساندة من الفنان الراحل علي المفيدي، كما قام بإخراج عدد من الإعمال الإذاعية والمسرحية. حصل على جائزة أفضل ممثل مسرحي من مهرجان الكويت المسرحي التاسع عن مسرحية «غسيل ممنوع النشر».

## أعماله

### في التلفزيون
- دلق سهيل.
- وفاء.
- الخطر معهم.
- رحلة بوبلال.
- حياتي.
- مال وأحلام.
- الدكتورة.
- غلطة عمر.
- لا طاح الجمل - مسلسل إذاعي.
- رحلة شقى.
- عيال الفقر.
- نقش الحنة.
- الخطابة.
- التنديل.
- عيال بوسالم.
- الآنسة رقية - مسلسل إذاعي.
- الحب الكبير.
- أميمة في دار الأيتام.
- أتيليه السعادة - مسلسل إذاعي.
- إخوان مريم.
- أيام الفرج.
- الدخيلة.
- بوكريم برقبته سبع حريم.
- شارع 90.
- أول الصبح.
- العافور.
- صديقات العمر.
- ذكريات لا تموت
- إقبال يوم أقبلت
- عبرة شارع

### في المسرح
له العديد من الأعمال المسرحية الشبابية والتجارية، ومنها:
- صفارة إنذار.
- عودة فرعون.
- غسيل ممنوع النشر.
- مدينة الظلام (إخراج).
- الغول (اشراف عام).

### في السينما
- (2004) - منتصف الليل

## روابط خارجية
- أسامة المزيعل على موقع الدهليز
- أسامة المزيعل على موقع قاعدة بيانات الأفلام العربية